# خيمينا كيروس
خيمينا كيروس فرنانديز إي تيلو Jimena Quirós Fernández y Tello (المولودة في المرية 5 ديسمبر 1899 - والمتوفاة في مدريد 1983) كانت عالمة إسبانية وتُعتبر أول عالمة محيطات في البلاد.

## السيرة الذاتية
وُلدت خيمينا كيروس في المرية عام 1899 وكانت الأصغر بين عدة إخوة. تلقت تعليمها على يد والدتها كارمن فرنانديز-تيلو، وهي معلمة مؤهلة ورائدة أعمال افتتحت مدرسة خاصة في المدينة الأندلسية وتولت مسؤولية إعالة الأسرة وتأمين مستقبلها.
كان والدها، خوسيه ماريا كيروس مارتين مهندسًا يسافر باستمرار لتركيب أنظمة الغاز. وانتقلت العائلة من مدريد إلى المرية بعد أن عُيِّن عامل متفجرات في مجال التعدين واستقروا هناك لعدة سنوات. ولكن بعد فترة قصيرة من ولادة خيمينا انفصل والداها وتخلى والدها عن الأسرة.
انتقلت كيروس إلى مدريد عام 1917 قبل أن تُتِم 18 عامًا لدراسة العلوم في الجامعة المركزية، حيث حصلت في السنة التحضيرية للطب على درجتي امتياز مع مرتبة الشرف. أقامت في "سكن السيدات" حيث تفاعلت مع شخصيات بارزة أثرت في الثقافة الإسبانية خلال النصف الأول من القرن العشرين، مثل ماروخا مايو ماريا ثامبرانو وماتيلدي هويثي وكلارا كامبوامور وفيكتوريا كينت بالإضافة إلى عالمات أخريات أصبحت هي نفسها من بينهن.

## المسيرة العلمية
تخصصت خيمينا كيروس في الفيزياء وحصلت على درجة الدكتوراه في العلوم الطبيعية. ومن ثم طبّقت علمها في دراسة المحيطات وما يصحبه من دراسة المسطحات المائية ودرجة الحرارة والملوحة والتيارات البحرية وغيرها.
في عام 1920 بينما كانت تنهي دراستها بدأت العمل في المعهد الإسباني لعلوم المحيطات (IEO). تخرجت بدرجة امتياز مع مرتبة الشرف، وبعد بضعة أشهر أصبحت أول امرأة في إسبانيا تُبحر في حملة علمية لدراسة المحيطات. كما كانت أول امرأة تنشر بحثًا علميًا في مجال علوم البحار. بعد عودتها من تلك البعثة العلمية في البحر الأبيض المتوسط وهي في الثانية والعشرين فقط من عمرها اجتازت اختبار التوظيف في قسم العلوم المساعدة في المعهد الإسباني لعلوم المحيطات لتصبح أول عالمة في تاريخ هذه المؤسسة.
استمرت كيروس في التطوير منتقلةً للدراسة في جامعة باريس. وفي عام 1926 حصلت على منحة لمدة عام للالتحاق بمختبر الفيزيوغرافيا في جامعة كولومبيا بنيويورك وهناك درست الجغرافيا الفيزيائية للغلاف الجوي والمحيطات على يد نخبة من كبار العلماء في هذا المجال. ورغم إلمامها بالعديد من فروع العلوم البحرية إلا أن تخصصها الرئيسي كان الفيزياء وتطبيقها على المحيطات. وفي عام 1929 قَبِلوها كعضو رسمي في الجمعية الجغرافية الملكية حيث قدمت بحثًا بعنوان "دراسة الجغرافيا الفيزيائية في جامعة كولومبيا"، الذي استعرضت فيه أساليب الدراسة والبحث في قسم العلوم الفيزيائية بالجامعة.

## المسيرة السياسية

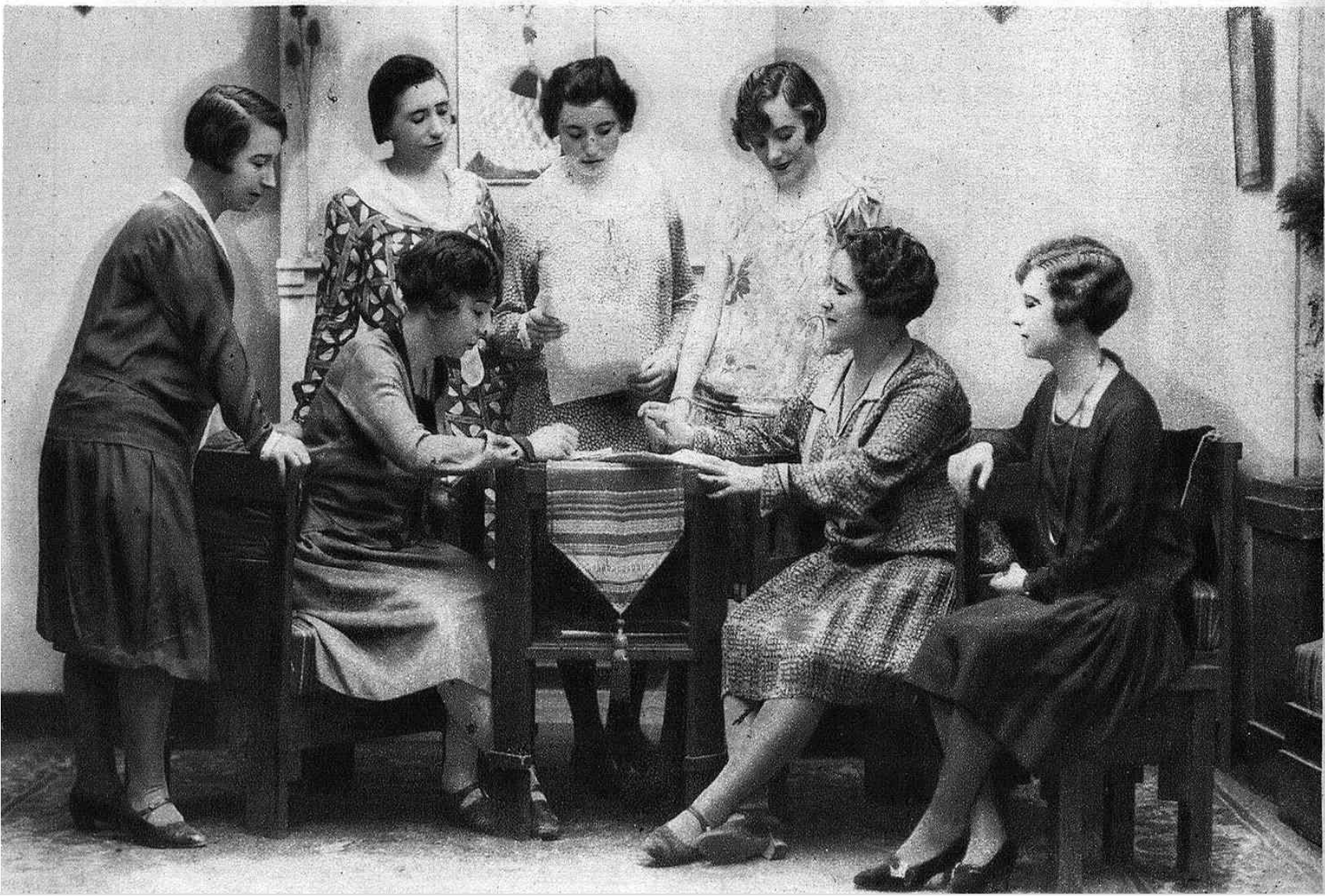
اجتماع لجنة شباب الجامعة النسائية: لوريتو تابيا وخيمينا كيروس وماتيلدا هويسي وكونرادا كالفو وماريا أراباليس وكلارا كامبوامور وجوزفينا سوريانو

إلى جانب عملها في العلوم، كرّست خيمينَا كيروس نفسها للسياسة وخصوصًا للنضال من أجل حقوق المرأة والمساواة. فترأست اللجنة النسائية في الحزب الجمهوري الراديكالي الاشتراكي حتى قبل حصول النساء على حق التصويت، وشاركت في تجمعات خطابية إلى جانب شخصيات بارزة مثل خوسيه أورتيجا إي جاسيت وأنطونيو دي ليثاما وخوسيه باليستر غوثالفو. كما كانت نائبة رئيس لجنة الشباب الجامعي النسائي. وكان أحد مقترحاتها خلال المؤتمر الثاني عشر للنساء الجامعيات إنشاء دليل مهني جامعي للنساء.
وللتوفيق بين نشاطها السياسي والعلمي، طلبت إجازة طويلة من المعهد الإسباني لعلوم المحيطات (IEO). وفي 1933 اجتازت امتحان التدريس في قسم العلوم الطبيعية وبدأت العمل في مجال التعليم حيث درّست في عدة معاهد.
لكن مع اندلاع الحرب الأهلية الإسبانية ورغم نجاتها من الحرب تعرضت مسيرتها العلمية وكفاحها من أجل المساواة لضربة قاسية، لقد أقالها نظام فرانكو الديكتاتوري في 1940 من جميع مناصبها وطردها من المعهد الإسباني لعلوم المحيطات (IEO)، ما دفعها إلى إعطاء دروس خصوصية لكسب العيش.
في 1970 استعادت كيروس وظيفتها وحصلت على حق العودة إلى المعهد الإسباني لعلوم المحيطات ولكن بصفة متقاعدة.

## التكريمات
في عام 2022 أطلق مجلس مدينة مدريد اسم حديقة خيمينا كيروس على إحدى المساحات الخضراء في شارع إنفانتا إيزابيل بمنطقة ريتيرو بالمدينة.

## روابط خارجية
• الإسبان في البحر –خيمينا كيروس– 31/10/18 RTVE.es